# Овсянкин, Александр Андреевич
Александр Андреевич Овсянкин (бел. Аляксандр Андрэевіч Аўсянкін; 18 октября 1924, Булатниково, Владимирская губерния — 2006) — советский фехтовальщик-рапирист, советский и белорусский тренер. Участник летних Олимпийских игр 1956 года.

## Биография
Александр Овсянкин родился 18 октября 1924 года в селе Булатниково Муромского уезда Владимирской губернии (сейчас Муромского района Владимирской области).
Участвовал в Великой Отечественной войне.
В 1954 году окончил Белорусский государственный институт физической культуры.
Выступал в соревнованиях по фехтованию за минское «Динамо».
В 1956 году вошёл в состав сборной СССР на летних Олимпийских играх в Мельбурне. В командном турнире рапиристов сборная СССР, за которую также выступали Юрий Рудов, Юрий Осипов, Марк Мидлер, Виктор Жданович и Юрий Иванов, в четвертьфинальной группе заняла 2-е место, победив Францию — 9:7 и проиграв Бельгии — 7:9, в полуфинальной группе без участия Овсянкина заняла последнее, 3-е место. Также был заявлен в личном турнире рапиристов, но не вышел на старт.
Мастер спорта СССР (1950).
В 1954—1987 годах работал доцентом кафедры фехтования и бокса Белорусского государственного института физической культуры, в 1962—1974 и 1977—1983 годах заведовал кафедрой. В 1958—1962 годах был деканом спортивного факультета.
Научные интересы касались оптимизации учебно-тренировочного процесса в вузе и тренировочного процесса фехтовальщиков.
Параллельно работал в Республиканской школе высшего спортивного мастерства. В 1974—1977 годах был её директором, в 1987—2002 годах — тренером и инструктором.
Заслуженный тренер Белорусской ССР (1966).
Умер в 2006 году.